# Физика Аристотеля
Греческий философ Аристотель (384 до н. э. — 322 до н. э.), ученик Платона, разработал множество физических теорий и гипотез, основываясь на знаниях того времени.
Собственно и сам термин «физика» был введён Аристотелем.
Письменные труды Аристотеля относились к двум видам: «экзотерические» — сочинения для широкой публики, состоящие в основном из диалогов на различные темы; и «эзотерические» — лекционные курсы и научные трактаты.
Собственно к физике относятся сочинения, названные «Физика», «О небе», «О возникновении и уничтожении», «Метеорологика». Философские труды Аристотеля, собранные и отредактированные Андроником Родосским в книге под названием «Метафизика», обычно не относят к физике, тем не менее в них содержатся рассуждения о пространстве, движении и материи и пр.
Его произведения трактуются неоднозначно: с одной стороны в его школе развиваются эмпирические идеи и специализация; однако с другой стороны произведения трактуются в сильно платоновском духе.
Физика Аристотеля основана на учении о четырёх элементах (четырёх стихиях). В трудах Аристотеля ведётся речь об отношении между этими стихиями, их развитии, как они воплощаются в явлениях природы и т.п.
Основные постулаты физики Аристотеля:

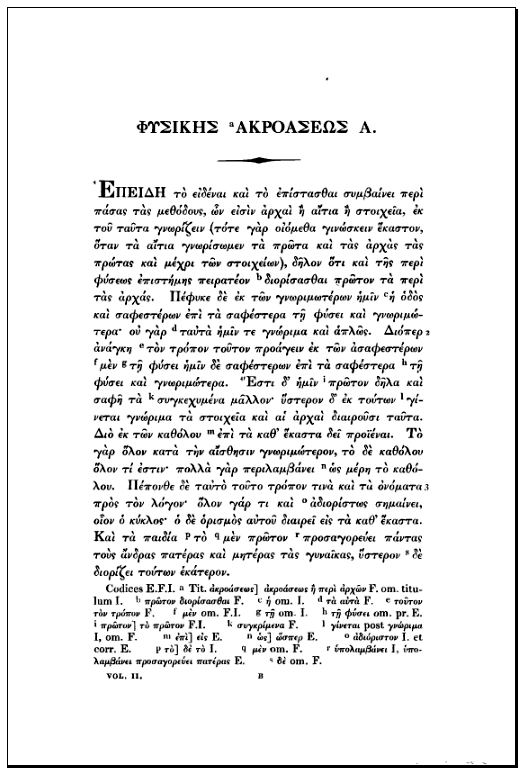
Первая страница книги Аристотеля «Физика»

1. Естественное место — каждый элемент тянется к своему естественному месту, каким-то образом расположенному относительно центра Земли, а значит и центра Вселенной.
2. Гравитация/Левитация — на объекты действует сила, двигающая эти объекты к их естественному месту.
3. Прямолинейное движение — в ответ на эту силу тело двигается по прямой линии с постоянной скоростью.
4. Зависимость скорости от плотности — скорость обратно пропорциональна плотности среды.
5. Невозможность вакуума — так как скорость движения в вакууме была бы бесконечно большой.
6. Всепроникающий эфир — каждая точка пространства заполнена материей.
7. Конечная вселенная — мир конечен, т.е. завершен, следовательно, совершенен; мир ничто не объемлет, из чего следует, что у мира нет места ("место - первая граница объемлющего тела").
8. Теория континуума — между атомами был бы вакуум, таким образом материя не может состоять из атомов.
9. Эфир — объекты из надлунного мира сделаны из иной материи, чем земные.
10. Неизменный и вечный космос — Солнце и планеты — совершенные, неизменяемые сферы.
11. Движение по окружности — планеты совершают совершенное круговое движение.

## Космология
Объединяя и систематизируя доступные знания о природе, Аристотель создал свою физико-космологическую картину мира. Космологии он посвятил отдельную книгу «О небе».
Вселенная представляется непрерывной, поскольку считалось, что все тела можно делить на части до бесконечности. Со ссылкой на пифагорейцев Аристотель описывает необходимость и достаточность трёх измерений для всех тел.

## Учение о движении
Из  всего этого  ясно,  что рассмотрение бесконечного  вполне  подобает
физикам.  С полным основанием также все полагают его как  начало: невозможно
ведь, чтобы оно существовало  напрасно, с другой стороны, чтобы ему  присуще
было  иное значение, кроме начала. Ведь все существующее или  [есть] начало,
или [исходит] из начала, у бесконечного же не существует начала, так как оно
было бы его концом. Далее, [бесконечное], будучи неким началом, не возникает
и не уничтожается;  ведь  то, что возникает,  необходимо  получает  конечное
завершение, и всякое уничтожение приводит к концу. Поэтому, как мы  сказали,
у него  нет начала,  но  оно  само, по  всей  видимости, есть начало [всего]
другого, все объемлет и всем управляет, как говорят те, которые не признают,
кроме  бесконечного,  других  причин,  например  разума  или  любви.  И  оно
божественно,  ибо  бессмертно  и  неразрушимо,  как  говорит  Анаксимандр  и
большинство физиологов.

## Телеология
Для объяснения всего существующего во Вселенной Аристотель предлагает использовать принцип греческой философии — четыре основополагающих начала: форма, материя, причина и цель. Последний принцип — цель — привнесла в физику Аристотеля телеологию. В своих произведениях он находит в каждом объекте Вселенной целесообразность, что значительно отличает её от современной физики. Но в отличие от Платона, Аристотель указывает на бессознательный характер целесообразности в природе. Общая цель мира и всего мирового процесса, по мнению Аристотеля, есть Бог. Богом он также называет перводвигатель, идеальное начало, упорядочивающее материальный мир.